# Primera División 1947 (Chili)
In 1947 werd het vijftiende seizoen gespeeld van de Primera División, de hoogste voetbalklasse van Chili. Colo-Colo werd kampioen. 

## Eindstand

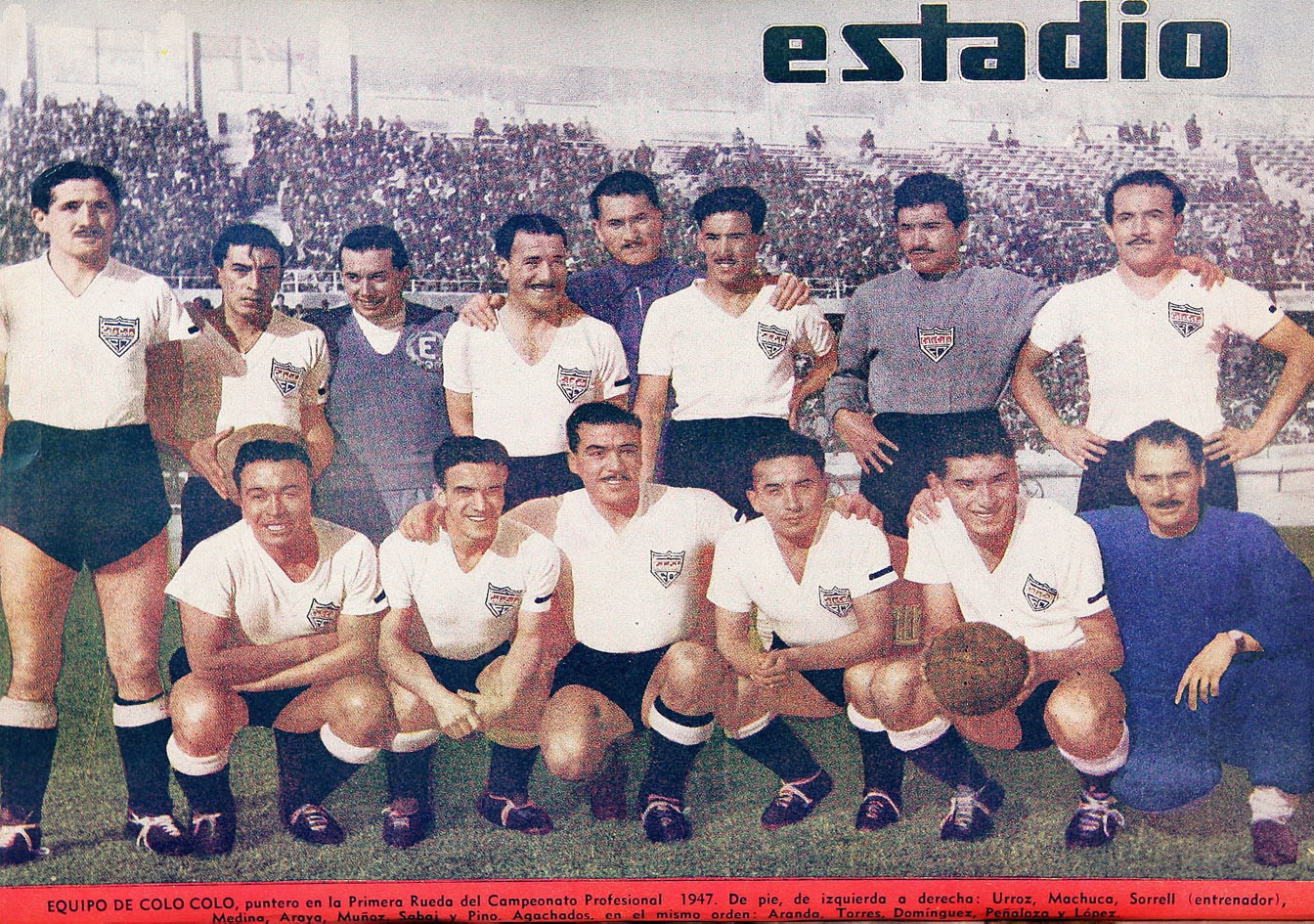
Kampioenenelftal van Colo-Colo.

| Plaats | Club                 | Wed. | W  | G | V  | Saldo | Ptn. |
| ------ | -------------------- | ---- | -- | - | -- | ----- | ---- |
| 1      | Colo-Colo            | 24   | 16 | 6 | 2  | 48:21 | 38   |
| 2      | Audax Italiano       | 24   | 14 | 3 | 7  | 56:38 | 31   |
| 3      | Universidad de Chile | 24   | 11 | 5 | 8  | 44:34 | 27   |
| 4      | Unión Española       | 24   | 11 | 5 | 8  | 55:43 | 27   |
| 5      | Universidad Católica | 24   | 9  | 8 | 7  | 47:39 | 26   |
| 6      | Santiago Wanderers   | 24   | 10 | 5 | 9  | 46:45 | 25   |
| 7      | Badminton            | 24   | 9  | 6 | 9  | 48:42 | 24   |
| 8      | Magallanes           | 24   | 8  | 7 | 9  | 49:50 | 23   |
| 9      | Green Cross          | 24   | 10 | 3 | 11 | 45:51 | 23   |
| 10     | Santiago National    | 24   | 8  | 3 | 13 | 49:64 | 19   |
| 11     | Santiago Morning     | 24   | 7  | 3 | 14 | 39:49 | 17   |
| 12     | Iberia               | 24   | 7  | 2 | 15 | 29:47 | 16   |
| 13     | Everton              | 24   | 7  | 2 | 15 | 35:67 | 16   |

|  | Kampioen |